# Berner Schuh
Der Berner Schuh, auch Berner Fuss, war ein Längenmass im Kanton Bern der Schweiz. Das Mass wurde zur Feldvermessung genommenen. Zum Berner Schuh existierte im Kanton noch der Steinbrecher Fuss. Letzterer fand Anwendung im Steinbruch und im Handel mit Steinen. Beim Feldmessen wurde der Fuß dezimal in Zoll und Linien, sonst als Werkschuh duodezimal geteilt. Der Berner Schuh wurde auch als Werkschuh bezeichnet.
- 1 Berner Schuh = 130 Pariser Linien = 0,293254 Meter